# Junkers T 21
Junkers T 21 – niewielki niemiecki samolot rozpoznawczy montowany w wytwórni lotniczej Junkers od 1923 roku, a od 1924 roku na licencji w ZSRR pod oznaczeniem Ju 21, a następnie H 21.
Model T 21 był dwumiejscowym górnopłatem - następcą modelu T 19. Pierwszy lot odbył się 12 lipca 1923 w siedzibie firmy, w Dessau. Pierwotnie wyposażono go w silnik BMW IIIa o mocy 136 kW. Wytwarzano go w Rosji Radzieckiej w nieco zmienionej wersji „Ju 21”. W 1923 roku zmontowano dwa pierwsze egzemplarze w niemieckiej wytwórni Junkersa (nosiły numery 354 i 355) i natychmiast przewieziono do Rosji, gdzie je testowano.

## Wersja Ju 21
W 1923 roku Junkers założył filię swojej firmy na przedmieściach Moskwy pod nazwą „Junkers-Werke Dessau, Zentrale für Russland” i tam przeniósł część produkcji swoich zakładów. Zakład znajdował się pod opieką i nadzorem władz radzieckich i włączono go w system kooperacji wojskowej między Republiką Weimarską a Rosją Radziecką, zgodnie z postanowieniami układu w Rapallo.
Wersje Ju 21 były pierwszymi samolotami Junkersa wytwarzanymi w ZSRR. Pierwotnie były pomyślane jako wojskowe samoloty rozpoznawcze, ale potem służyły do celów szkoleniowych. Montowano w nich silniki BMW IVa o mocy 176 kW. Dzięki temu mogły osiągać prędkość do 220 km/h. Łącznie w latach 1923 - 1926 wyprodukowano 122 egzemplarze Ju 21 (najwięcej w 1924 - 53 sztuki).

## Wersja H 21
Model H 21 traktowano jako samolot wielozadaniowy. Wyposażano go w 6 - cylindrowy, rzędowy silnik Daimler D IIIa. Uważa się, że był tylko niewiele lepszy od samolotu z końca I wojny światowej Airco DH.9 (De Havilland DH.9). Został szybko zastąpiony przez radziecki samolot R-1 (zresztą przeróbkę D.H.9).